# Rhododendron hypenanthum
Rhododendron hypenanthum är en ljungväxtart som beskrevs av Isaac Bayley Balfour. Rhododendron hypenanthum ingår i släktet rododendron, och familjen ljungväxter. Inga underarter finns listade i Catalogue of Life.